# Laurière
Laurière – miejscowość i gmina we Francji, w regionie Nowa Akwitania, w departamencie Haute-Vienne.
Według danych na rok 1990 gminę zamieszkiwało 601 osób, a gęstość zaludnienia wynosiła 29 osób/km² (wśród 747 gmin Limousin Laurière plasuje się na 216. miejscu pod względem liczby ludności, natomiast pod względem powierzchni na miejscu 322.).

## Populacja

Populacja Laurière w latach 1962–2008